# Consejo Nacional de Eslovenia
El Consejo Nacional (en esloveno Državni svet) es el representante constitucional de los grupos de interés social, económico, profesional y local de Eslovenia. Se le puede considerar como la cámara alta del parlamento esloveno.
Está compuesto por 40 miembros: 22 representantes de intereses locales, seis de actividades no comerciales, cuatro de empresarios, cuatro de empleados y cuatro de agricultores, comerciantes y profesionales independientes. Sus miembros no son electos, y se renuevan cuando lo hace la cámara baja.